# Иванов-Радкевич, Павел Иосифович
Па́вел Ио́сифович (О́сипович) Ивано́в-Радке́вич (урождённый Па́вел Ио́сифович Ивано́в; 4 [16] марта 1878, Санкт-Петербург — 1 декабря 1942, Москва) — российский и советский духовный композитор, хормейстер, пианист, музыкальный педагог и общественный деятель, внёсший значительный вклад в культурное развитие дореволюционного Красноярска.
Выпускник регентского отделения Императорской Придворной певческой капеллы. Основатель Народной консерватории — первого профессионального музыкального учебного заведения Красноярска. Энтузиаст музыкального просветительства, преподававший практически во всех средних учебных заведениях Красноярска, а также самый авторитетный частный преподаватель по фортепиано и знаток вокала. Разработал и внедрил свою педагогическую систему работы с учащимися.
Организовывал оперные постановки и хоровые концерты на площадках Красноярска с привлечением музыкальных энтузиастов и талантливых учеников.
Автор ряда духовно-музыкальных сочинений, входящих в золотой фонд православной церковной музыки, а также одной из первых отечественных детских опер «Царевна Земляничка» (1914—1915 гг.) и других светских сочинений. Автор мемуаров «Автобиографические записки. Санкт-Петербург, 1878—1897 гг.».
Хотя Павел Иосифович известен под фамилией Иванов-Радкевич, официально он в течение всей жизни был Ивановым. Его отец — урождённый Иосиф Иванович Радкевич — ещё во времена Польского восстания сменил фамилию на Иванов, взяв за основу своё отчество. Поэтому при рождении Павел получил фамилию Иванов. Публикуя свои песнопения в издательстве Юргенсона в 1912 году, он впервые использовал двойную, «творческую» фамилию Иванов-Радкевич в память об отце. Этой фамилией он пользовался в последующем и под ней остался известным широкой общественности. Сыновья Павла Иосифовича, как и он сам, при рождении получили фамилию Иванов. Позже они сменили фамилии на творческий псевдоним отца и стали уже официально Ивановыми-Радкевичами.

## Биография

### Санкт-Петербург
Павел Иосифович Иванов родился 4 (16) марта 1878 года в Санкт-Петербурге в семье заведующего газовым освещением Мариинской больницы Иосифа Ивановича Иванова. Иосиф Иванович был белорусом из Велижа и в метрическом свидетельстве записан как Радкевич. Однако ещё во времена Январского восстания Иосиф Радкевич сменил фамилию на Иванов, взяв за основу своё отчество, так как прежняя фамилия у многих ассоциировалась с польской, а «каждый гражданин в Петербурге, носящий польскую фамилию, в глазах окружающих считался врагом России». В конце 1884 года Иосиф Иванович умер от чахотки и Павел с матерью Любовью Прокофьевной остались вдвоём. В семь лет Павла по просьбе матери взяли в церковный хор, певший в храме Святого Пантелеймона и церкви Михайловского замка, а позже — в Смольном соборе. Двенадцатилетним ребёнком он был приглашён в частный пансион для одарённых детей главного регента Казанского собора Александра Семёновича Фатеева, где обучался теории музыки, игре на скрипке и фортепиано. Сюда приходила преподавать Закон Божий дочь настоятеля собора — богослов Екатерина Александровна Лебедева. Павел Иосифович тепло отзывался о ней в своих мемуарах: «Эта особа в моей жизни сыграла решающую роль. <…> Она с присущим ей тактом всегда умела весь разговор облекать в особую чистую, святую форму. <…> Уроки её явились нашим настоящим воспитанием: это был фундамент, на котором мы строили впоследствии хорошее в жизни».

Иванов-Радкевич Павел Иосифович. 1893

В 1893 году параллельно с учёбой в пансионе Павла взяли в ученический оркестр школы Даннемана и Кривошеина в качестве второго скрипача. А в сентябре 1894 года, минуя «приготовительный» курс, Иванов был зачислен в регентское отделение Императорской Придворной певческой капеллы. Директором учебного заведения был композитор А. С. Аренский, а инспектором состоял композитор С. М. Ляпунов. Теоретические предметы и сольфеджио преподавали ученики Н. А. Римского-Корсакова композиторы А. К. Лядов и Н. А. Соколов. Церковным и хоровым пением Павел занимался у Е. С. Азеева, а скрипкой — у П. А. Краснокутского. Во время учёбы, в 1896 году, Павел написал своё первое песнопение «Милость мира», используя псевдоним Петроградский. Параллельно с обучением он продолжал петь в хоре Казанского собора, всё чаще и чаще заменяя главного регента на основных службах. В 1897 году Павел окончил Придворную капеллу и получил звание регента, будучи лучшим в своём выпуске.

### Красноярск
Завершив обучение Павел Иосифович был приглашён директором Красноярской учительской семинарии Фёдором Ивановичем Говоровым на должность преподавателя пения и музыки. Переехав в Красноярск вместе со своей матерью, в первый же год Павел Иванов принял приглашения ещё из нескольких учебных заведений: железнодорожного технического, духовного, городского, ремесленного и епархиального женского училищ, духовной семинарии, а в 1899 году ещё и из женской гимназии. Позже к этому послужному списку добавился открытый в 1916 году Учительский институт. Кроме того, Павел Иосифович считался самым авторитетным в Красноярске частным преподавателем по фортепиано и знатоком вокала. В этот период им была разработана и внедрена своя педагогическая система работы с учащимися. Среди его учеников были: оперный и камерный певец П. И. Словцов, солист Большого театра М. К. Сладковский, пианист и музыковед Л. Л. Козлов-Калтат, М. Токаревич, выступавшая в театре «Ла Скала» и другие. Обучал музыке Павел Иосифович и своих сыновей, младший из которых, Николай, впоследствии стал композитором и лауреатом Сталинской премии. Педагогическую деятельность Павел Иосифович совмещал с работой регентом в маленькой гарнизонной церкви.
Преподавательская деятельность и руководство хоровыми коллективами во многих средних общеобразовательных и профессиональных учебных заведениях Красноярска открывали перед Павлом Иосифовичем широкие возможности. Он создал первый в городе смешанный хор из воспитанников Учительской семинарии и Женской гимназии, а в 1910 году организовал и возглавил симфонический оркестр Общества любителей музыки и литературы, основу которого составляли музыкальные энтузиасты города. Поощряя талантливых учеников, Иванов привлекал их к участию в открытых концертах, торжественных вечерах и позднее к постановке отрывков и сцен в Красноярском театре имени А. С. Пушкина. В выступлениях принимали участие и сыновья Павла Иосифовича. Газеты восторженно отзывались о деятельности Иванова: «Хор прекрасным состоянием и музыкальные номера обязаны своим исполнением хорошо известному в Красноярске знатоку музыки П. И. Иванову». В 1907 году Павел Иосифович был награждён орденом Святого Станислава III степени.

После премьеры оперы «Царевна Земляничка»

В 1912 году, публикуя свои песнопения в издательстве Юргенсона, Павел Иосифович впервые использовал двойную, «творческую» фамилию Иванов-Радкевич, под которой он и останется известным как композитор и общественный деятель.
В 1913 году под руководством Иванова-Радкевича были поставлены отдельные сцены из опер «Мазепа» П. И. Чайковского и «Жизнь за царя» М. И. Глинки в честь празднования 300-летия Царского дома Романовых. В выступлении участвовали его ученики. Представление было воспринято публикой с воодушевлением и Павел Иосифович приступил к созданию собственной оперы. Результатом стала одна из первых отечественных детских опер «Царевна Земляничка» по одноимённой сказке Поликсены Соловьёвой. Изначально опера была написана для исполнения в сопровождении фортепиано и первые спектакли в 1914—1915 годах проходили под аккомпанемент Павла Иосифовича. Для написания оркестровки он привлёк своего одиннадцатилетнего, но талантливого сына Николая, а для постановки оперы на сцене главного театра города под руководством Иванова-Радкевича был создан большой симфонический оркестр, основу которого составляли друзья Павла Иосифовича — военнопленные музыканты из Европы. Среди них были дирижёр Дезидерий Больдиш, скрипач Альберт Мелеш, трубач Карл Волль, валторнист Карл Фельгентрефф и другие исполнители. Первые оркестровые выступления состоялись уже в ноябре 1915 года на сцене театра имени А. С. Пушкина, дирижировал которыми лично Павел Иосифович. В таком формате постановки шли до 1919 года с неизменным успехом у публики. Постановка оперы планировалась и в Москве в театре Зимина в сезон 1917 года, но эти планы были нарушены революцией.
Павел Иосифович стоял у истоков развития музыкальной культуры Красноярского края. Он был разносторонним человеком — интересовался живописью, увлекался астрономией и фотографией, выписывал книги и журналы из метрополий, а в его домашней астрономической библиотеке стоял телескоп. Долгие годы дом Ивановых-Радкевичей был музыкально-интеллектуальным центром города. Здесь часто собирались представители творческой интеллигенции, просвещённого духовенства, чиновники и гости Красноярска. Среди них — оперный певец И. Я. Горди, фольклорист и этнограф М. В. Красножёнова, дирижёры А. А. Эйхенвальд, А. Л. Марксон и М. М. Фивейский, геолог и топограф В. П. Косованов, художник М. Г. Костылёв, соборный регент и композитор Ф. В. Мясников, пианистка М. М. Крамник и другие.

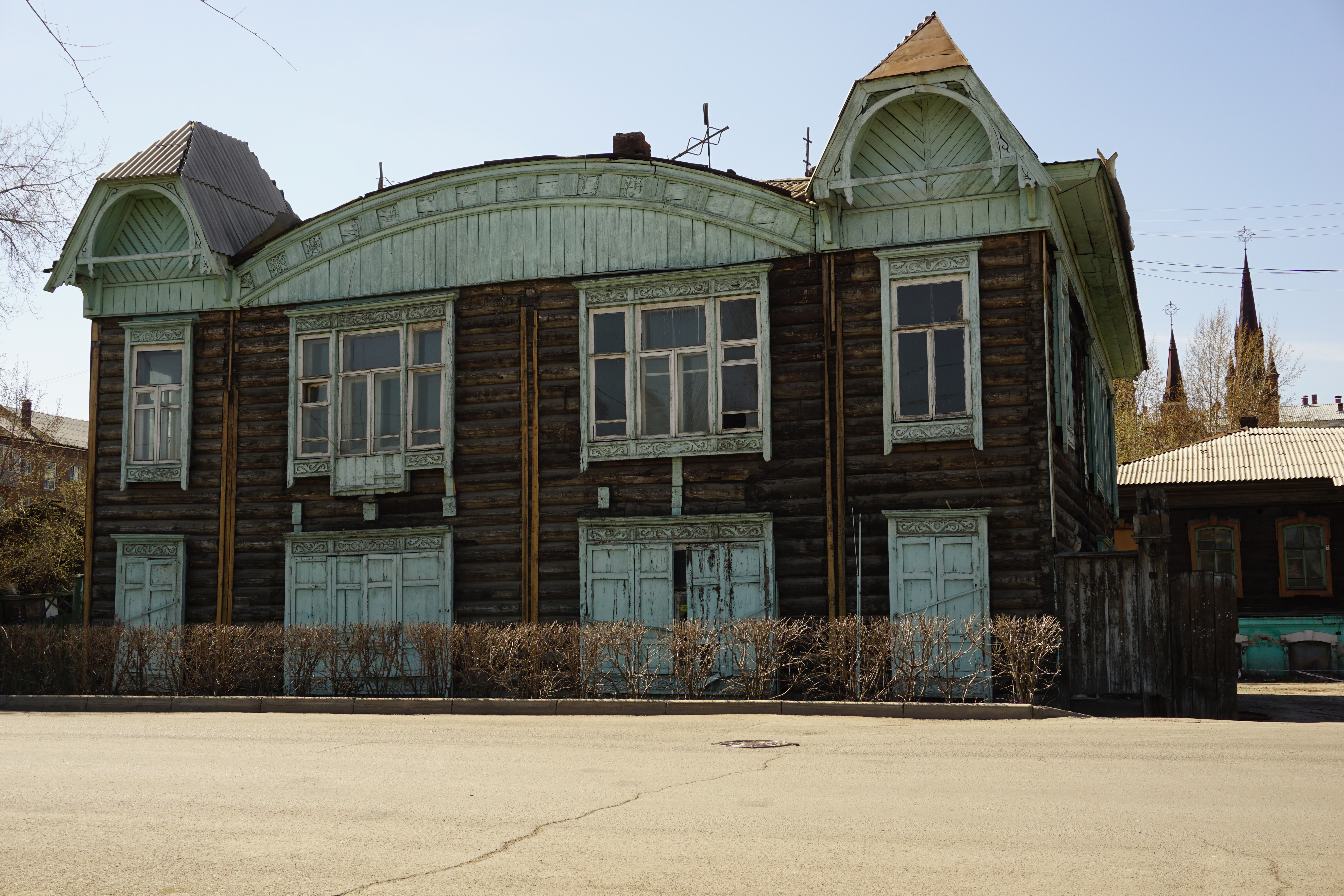
Дом, в котором располагалась Народная консерватория в 1920—1936 годах. Улица Горького, 11

#### Народная консерватория
23 февраля 1920 года Павел Иосифович выступил в местной печати с проектом создания первого профессионального музыкального учебного заведения в Красноярске — Народной консерватории. Инициатива была горячо поддержана музыкальной общественностью города. Павел Иосифович убедил чиновников в Енисейском губернском отделе народного образования в наличии квалифицированных педагогических кадров и востребованности музыкального образования среди молодёжи. 5 апреля 1920 года по адресу Архиерейский переулок, дом 11 состоялось торжественное открытие консерватории, где уже в первый год обучалось свыше 450 воспитанников. Обучение велось на двух отделениях — инструментальном и педагогическом. Первая образовательная программа инструментального отделения была выполнена Павлом Иосифовичем по плану Русского музыкального общества с добавлением мандолины и инструментов великорусского оркестра. Занятия вели около 50 преподавателей по классам рояля, струнно-смычковых, духовых и ударных инструментов, сольного и хорового пения, мандолины, балалайки, гитары. Как отмечает Е. В. Прыгун, «Народная консерватория стала профессиональным „ядром“, объединившим музыкальные силы города и руководившим важнейшими творческими проектами. С её появлением в Красноярске сложился целостный комплекс музыкальной культуры, необходимый для гармоничного развития крупного индустриального центра. Её деятельность стала определять развитие всей музыкальной жизни города в XX веке». В 1961 году консерватория получила статус Красноярского училища искусств, а 2 декабря 2008 года училищу было присвоено имя основателя и первого руководителя — композитора П. И. Иванова-Радкевича.

### Москва
В 1922 году Павел Иосифович переехал в Москву, где преподавал пение в школе № 4 Рогожско-Симоновского района. С 1925 по 1929 год он состоял в секции духовных композиторов московского отделения Драмосоюза, где тесно общался с А. Д. Кастальским, А. В. Никольским, Н. М. Данилиным, И. И. Юховым, М. Е. Пятницким, Д. В. Аллемановым и другими.
В начале 30-х годов, по мнению музыковеда Э. А. Ванюковой, были написаны «Автобиографические записки», датированные автором из «конспиративных соображений» 1897 годом, в которых Иванов-Радкевич подробно описал свою молодость и учёбу в Санкт-Петербурге времён царской России:

Родился я в Петербурге в тот год, когда Россия, разбив турок, заключила мир на условиях не совсем соответствующих её достоинству и понесенным ею жертвам. Это было в 1878 году.— П. И. Иванов-Радкевич, «Автобиографические записки. Санкт-Петербург, 1878—1897 гг.»
П. И. Иванов-Радкевич умер 1 декабря 1942 года. Похоронен в Москве на Преображенском кладбище.

## Семья
В 1898 году, через год после переезда Павла в Красноярск, к нему приехала Екатерина Александровна Фатеева — дочь регента Казанского собора А. С. Фатеева. В том же году с благословения родителей они обвенчались. В семье было четверо детей — композитор и лауреат Сталинской премии Н. П. Иванов-Радкевич, художник М. П. Иванов-Радкевич, доцент МГК имени П. И. Чайковского и мемуарист А. П. Иванов-Радкевич. Четвёртый сын, Константин, погиб в Сибири в 1919—1920 годах в возрасте 20 лет. Дети Павла Иосифовича, как и их отец, при рождении получили фамилию Иванов. Михаил и Александр поменяли фамилию на Иванов-Радкевич при переезде в Москву в 20-х годах. Николай официально поменял фамилию много позже, в 1958 году.

Отец никогда нас ничему не учил, не поучал и не внушал. Он просто жил перед нами интенсивной творческой жизнью, и, повседневно наблюдая его рядом с собой, мы подсознательно брали от него всё, что он мог дать нам своим примером.— Из воспоминаний А. П. Иванова-Радкевича

## Творчество
Помимо детской оперы «Царевна Земляничка», Павел Иосифович является автором ряда других светских вокальных сочинений, текстами для которых, как правило, служили стихи русских поэтов XIX века — А. К. Толстого, А. А. Фета, Е. А. Баратынского и других. Также известны его духовно-музыкальные сочинения, которые по сей день исполняются во многих православных храмах и входят в золотой фонд православной церковной музыки:
- «Душе моя»
- «Достойно есть» № 1
- «Хвалите имя Господне» № 1
- «Милость мира» № 1
- «Достойно есть» № 2 (болгарского распева)
- «Милость мира» № 2
- «К Богородице прилежно» и «Не умолчим никогда»

Зрелый период — 1912
- «Взбранной Воеводе»
- «Достойно есть» № 3 (знаменного распева)
- «Свете тихий» № 1[48]
- «Хвалите имя Господне» № 2

Зрелый период — 1916
- «Достойно есть» № 4
- «Достойно есть» № 5 (монастырского распева)[49]
- «От юности моея»
- «Сподоби, Господи»
- «Хвалите имя Господне» № 3 (для камерного хора)

Зрелый период — без даты публикации
- «Блажен муж»
- «Милость мира» № 3 (киевского распева)
- «Милость мира» № 4
- «Свете тихий» № 2 (знаменного распева)
- «Хвалите имя Господне» № 4

Зрелый период — опубликованы посмертно
- «Во царствии Твоем»[50]
- «Рождественские ирмосы»
- «Благослови, душе моя», литургическое

Неизвестно
- «Единородный Сыне»
- «Кресту Твоему»
- «Приидите поклонимся»

Духовные сочинения Иванова-Радкевича написаны в строгой манере и по стилю примыкают к сочинениям Нового направления в отечественном богослужебном музыкальном искусстве. Песнопения «зрелого периода» рассчитаны на большой хоровой состав и имеют многочисленные деления в партиях. В. В. Пономарёв выделяет в них ряд характерных черт, позволяющих отнести Иванова-Радкевича к петербургской школе церковных композиторов:
- Песнопения обладают своей обособленной драматургией и музыкальной формой, не зависящими напрямую от текста.
- Партитуры содержат многочисленные крещендо и диминуэндо, замедления и остановки, смены темпа, характера и т. п.
- Некоторые приёмы изложения не несут смысловой нагрузки, связанной с раскрытием содержания текста, а имеют «колористический» характер.
- Музыке песнопений Иванова-Радкевича характерна «гимническая торжественность».

### Публикации
- В 1902 году в Санкт-Петербурге была издана трёхголосная «Литургия св. Иоанна Златоуста» для сельских школ, в которых обучали церковному пению[52].
- Двадцать одно песнопение было опубликовано в издательстве Юргенсона в «красноярский период» с 1902 по 1916 год (в том числе под фамилией Иванов)[52][53].
- В конце 1920-х годов три церковных песнопения были опубликованы в сборниках П. М. Киреева[52].
- В 1975 году в Лондоне было опубликовано песнопение «Свете тихий» № 1 в сборнике «Всенощная: Неизменяемые песнопения»[комм. 6][46][54].
- В 1991 году в Москве было опубликовано песнопение «Хвалите имя Господне» в сборнике «Песнопения всенощной: Хоровые произведения русских композиторов»[55].
- В 1998 году в Москве было опубликовано песнопение «Достойно есть» в сборнике «Божественная литургия»[46][56].
- В 1999 году в Красноярске были опубликованы 3 песнопения в сборнике «Церковные песнопения сибирских композиторов»[57].
- В 2002 году были опубликованы 3 песнопения в третьем выпуске сборника «Церковные песнопения сибирских композиторов»[58].

### Дискография
- «Свете тихий» № 1 в исполнении хора Троице-Сергиевой лавры и Московских духовных академии и семинарии под руководством регента архимандрита Матфея. Грампластинка «К 70-летию Святейшего Патриарха Московского и Всея Руси Пимена», 1980 год.
- «Свете тихий» № 1 в исполнении хора храма «Всех скорбящих Радости» под руководством регента Николая Матвеева. Грампластинка «Свет Христов просвещает всех», Grand Prix du Disque[англ.], Париж, 1987 год.
- Переиздание грамзаписи «Свет Христов просвещает всех» на CD в серии «Православная классика», 2003 год.
- «Во царствии Твоем» на CD «С Рождеством Христовым 2000 года!» в исполнении хора «Академия» Красноярского педагогического колледжа № 1 им. Горького, художественный руководитель Татьяна Короткова, 1999 год.
- «Во царствии Твоем» на CD «Камерный хор „Академия“ Красноярского педагогического колледжа», художественный руководитель Татьяна Короткова, 1999—2000 год[59].

## Комментарии
1. ↑  С 1995 года — Красноярский педагогический колледж № 1 им. М. Горького (ул. Урицкого, д. 106)[10].
2. ↑  Автор брошюры о сыне Павла Иосифовича — «Н. П. Иванов-Радкевич», изданной в рамках популярной серии «Композиторы СССР» в 1947 году[14].
3. ↑  В ряде источников этот оркестр называется «оркестр учащихся средних заведений»[17].
4. ↑  В 1902 году семья Павла Иосифовича получила служебную квартиру в отдельном жилом корпусе при новом здании Учительской семинарии по адресу ул. Кирова, 11 (бывший Театральный переулок). Здесь установлена мемориальная доска: «В этом доме с 1902 по 1922 г. жил учитель пения и музыки П. И. Иванов-Радкевич, основатель и первый директор Красноярской Народной консерватории»[28].
5. ↑  В источниках указываются противоречивые цифры — 28, 47, 54 преподавателя. В отчёте о деятельности консерватории за сентябрь 1920 года числится 28 человек[33].
6. ↑  Также известный как «Лондонский сборник».